# Dicranomyia fulvicolor
Dicranomyia fulvicolor là một loài ruồi trong họ Limoniidae. Chúng phân bố ở miền Australasia.